# John de Vere (1312-1360)
John de Vere (ca. 12 maart 1312 - 24 januari 1360), 7e graaf van Oxford, was de neef en erfgenaam van Robert de Vere (1257-1331), 6e graaf van Oxford. Hij erfde zijn titel in 1331, toen zijn oom kinderloos overleed. 
John de Vere was een vertrouweling van koning Eduard III (1312-1377) en kapitein in de oorlogen die de koning voerde met Schotland en Frankrijk. In 1333 en 1335 vocht hij mee in de Schotse campagnes die Edward Baliol ondersteunden. In 1336 huwde hij Maud Badlesmere.
In 1339 trok John met de koning richting Vlaanderen nadat Engeland en Frankrijk met elkaar in oorlog waren geraakt. De Vere nam zowel deel aan de Slag bij Crécy (1346) als aan de Slag bij Poitiers (1356). Op 24 januari 1360 sneuvelde hij tijdens het beleg van Reims. Zijn lichaam werd teruggebracht naar Engeland om te worden bijgezet in de familiecrytpe van Colne Priory.
Doorheen zijn loopbaan was hij nauw verbonden met William de Bohun (ca. 1312-1360), 1e graaf van Northampton, die zijn schoonbroer was.
De Vere kreeg samen met Maud vier kinderen: een dochter genaamd Maud of Margaret, en de zonen Thomas, Aubrey, John en Robert. De laatste twee stierven eerder dan hun vader. Thomas werd als 8e graaf van Oxford de opvolger van John de Vere.